# Pteroplatus atroviolaceus
Pteroplatus atroviolaceus är en skalbaggsart som beskrevs av Kirsch 1889. Pteroplatus atroviolaceus ingår i släktet Pteroplatus och familjen långhorningar. Inga underarter finns listade i Catalogue of Life.